# 岡女堂駅
岡女堂駅（おかめどうえき）は、北海道中川郡本別町共栄にあった北海道ちほく高原鉄道ふるさと銀河線の駅である。

## 概要
「岡女堂」（本社が神戸市にあった甘納豆の老舗）本別工場の隣接地に、鉄道利用促進のため岡女堂が約3,000万円を負担して新設されたもので、同社の社名をそのまま駅名とした。また、駅名標にも同社のロゴが使われていた。
のちに岡女堂本別工場は「とかち岡女堂」として別会社（子会社）となったが、路線廃止直前に経営破綻した（なお、岡女堂本体も2006年11月末に経営破綻し、同年12月12日に破産手続きが開始されている）。
2006年4月、阿寒を中心に観光業を展開する株式会社阿寒グランドホテル（鶴雅グループ、現・鶴雅リゾート株式会社）が全額出資して設立した子会社「十勝豆本家」（北海道本別町共栄）が、とかち岡女堂の土地、建物、機械設備などを買収した際、当駅舎も十勝豆本家の所有となった。

## 歴史
- 1995年（平成7年）
  - 7月3日：駅建設に着手[2]。
  - 9月4日：開業[1]。
- 2006年（平成18年）4月21日：廃止。

## 駅構造
単線に長さ22 m・幅2.7 mの単式ホームがある1両編成対応の地上駅。上屋は日高山脈をモチーフにした三角屋根が連続したものである。無人駅だった。駅舎に入るには岡女堂の工場の敷地を通り抜ける必要があった。出入口から駅までは屋根つきの通路が設置されており、列車の到着時にはホームのスピーカーから岡女堂社長の作曲した音楽が流れていた。

## 駅周辺
- 十勝豆工房　岡女堂本家[1]
- 国道242号
- 十勝バス「岡女堂本家前」停留所

## 駅跡地
レールは撤去されたが、ホーム及び駅名標はそのまま残っている。

## 隣の駅
北海道ちほく高原鉄道
ふるさと銀河線
南本別駅 - 岡女堂駅 - 本別駅